# Campionati mondiali di rock and roll acrobatico
I Campionati mondiali di rock and roll acrobatico sono la massima competizione internazionale di rock and roll acrobatico.
Sono organizzati dalla WRRC e si sono svolti a cadenza annuale a partire dal 1979; attualmente partecipano tutti gli atleti appartenenti alla sola Classe AS (agonismo internazionale).

## Edizioni
| 1979 Dettagli | Münster      | Johann Ratberger & Gabi Roider       | Reiner Amend & Silvia Geppert          | Wolf-Dieter Krauss & Dagmar Pollnow    |
| 1980 Dettagli | Monaco       | Johann Ratberger & Gabi Roider       | Marco Bettarini & Rosi De Vita         | Erwin Geiger & Reingard Herbst         |
| 1981 Dettagli | Monaco       | Johann Ratberger & Gabi Roider       | Wolf-Dieter Krauss & Dagmar Pollnow    | Larry Lehr & Christel Kwiatkowski      |
| 1982 Dettagli | Monaco       | Wolf-Dieter Krauss & Dagmar Pollnow  | Hardy Hermann & Claudia Metz           | Gerhard Setz & Gabi Roider             |
| 1983 Dettagli | Amburgo      | Hardy Hermann & Claudia Metz         | Gerhard Setz & Gabi Roider             | Franco Chignoli & Manuela Dhan         |
| 1984 Dettagli | Lione        | Diego Chiodoni & Marzia Chiodoni     | Renato Salvel & Sandra Broggi          | Kurt Küng & Jeannette Walker           |
| 1985 Dettagli | Zurigo       | Wolfgang Blöcher & Karin Schmitz     | Jürgen May & Regine Ulbricht           | Kurt Küng & Jeannette Walker           |
| 1986 Dettagli | Vienna       | Diego Chiodoni & Marzia Chiodoni     | Jürgen May & Regine Ulbricht           | Klaus Görtz & Monika Bex               |
| 1987 Dettagli | Colonia      | Diego Chiodoni & Marzia Chiodoni     | Jörg Heumann & Brigitte Seibold        | Peter Busch & Sonja Cicconi            |
| 1988 Dettagli | Neuhausen    | Diego Chiodoni & Marzia Chiodoni     | Konrad Klein & Monika Klein            | Peter Busch & Sonja Cicconi            |
| 1989 Dettagli | Colonia      | Klaus Görtz & Monika Bex             | Konrad Klein & Monika Klein            | Henrik Rasmussen & Christina Sorup     |
| 1990 Dettagli | Monaco       | Oliver Zeitvogel & Silvia Ludwig     | Miguel Angueira & Dorothée Blanpain    | Klaus Görtz & Monika Bex               |
| 1991 Dettagli | Vienna       | Miguel Angueira & Dorothée Blanpain  | Riccardo Tessarin & Daniela Cotza      | Peter Fenkl & Birgit Hartmann          |
| 1992 Dettagli | Milano       | Miguel Angueira & Dorothée Blanpain  | Peter Fenkl & Birgit Hartmann          | Martin Lackner & Elke Peischel         |
| 1993 Dettagli | Ginevra      | Jens Schulz & Alexandra Mandt        | Vyacheslav Glopkov & Yelena Rukosuyeva | Roman Kolb & Michaela Vecerová         |
| 1994 Dettagli | Bratislava   | Roman Kolb & Michaela Vecerová       | Peter Fenkl & Birgit Hartmann          | Vyacheslav Glopkov & Yelena Rukosuyeva |
| 1995 Dettagli | Zurigo       | Roman Kolb & Michaela Vecerová       | Peter Fenkl & Birgit Hartmann          | Claudio Tambini & Brigitte Demenga     |
| 1996 Dettagli | Karlsruhe    | Roman Kolb & Michaela Vecerová       | Peter Fenkl & Birgit Hartmann          | Andreas Wolf & Beate Wolf              |
| 1997 Dettagli | Groninga     | Andreas Wolf & Beate Wolf            | David Felip & Monica Martínez          | Peter Fenkl & Birgit Hartmann          |
| 1998 Dettagli | Berlino      | Heiko Bartsch & Claudia Heckers      | David Felip & Monica Martínez          | Oleg Kustov & Irina Tretyakova         |
| 1999 Dettagli | Castellón    | David Felip & Monica Martínez        | Andrey Bardanov & Dinara Bedredinova   | José Tornero & Marta Ventura           |
| 2000 Dettagli | Mannheim     | Andreas Wolf & Beate Wolf            | Andrey Bardanov & Dinara Bedredinova   | David Felip & Monica Martínez          |
| 2001 Dettagli | Sciaffusa    | Roman Kolb & Katerina Fialová        | Andrey Bardanov & Dinara Bedredinova   | David Felip & Monica Martínez          |
| 2002 Dettagli | Karlsruhe    | Roman Kolb & Katerina Fialová        | Carlos Estévez & Sandie Lille-Palette  | Christophe Payan & Diane Eonin         |
| 2003 Dettagli | Longueuil    | Johnny Coomans & Nathalie van Iersel | Christophe Payan & Diane Eonin         | Carlos Estévez & Sandie Lille-Palette  |
| 2004 Dettagli | Monaco       | Johnny Coomans & Nathalie van Iersel | Carlos Estévez & Sandie Lille-Palette  | Werner Euringer & Verena Baumann       |
| 2005 Dettagli | Eindhoven    | Christophe Payan & Diane Eonin       | Miguel Angueira & Natacha Quoy         | Richard Cerrutti & Leslie Ting         |
| 2006 Dettagli | Sciaffusa    | Ivan Youdin & Olga Sbitneva          | Maurizio Mandorino & Jade Mandorino    | Vitezslav Horák & Sandra Chudomská     |
| 2007 Dettagli | Ingolstadt   | Maurizio Mandorino & Jade Mandorino  | Ivan Youdin & Olga Sbitneva            | André Di Giovanni & Meike Lameli       |
| 2008 Dettagli | Graz         | Ivan Youdin & Olga Sbitneva          | Maurizio Mandorino & Jade Mandorino    | Jacek Tarczylo & Anna Miadzielec       |
| 2009 Dettagli | Ginevra      | Ivan Youdin & Olga Sbitneva          | Maurizio Mandorino & Jade Mandorino    | Christophe Payan & Kathy Richetta      |
| 2010 Dettagli | Karlsruhe    | Ivan Youdin & Olga Sbitneva          | Florian Baron & Guylaine Golf          | Vitezslav Horák & Sandra Chudomská     |
| 2011 Dettagli | Monaco       | Jacek Tarczylo & Anna Miadzielec     | Maurizio Mandorino & Jade Mandorino    | Florian Baron & Guylaine Golf          |
| 2012 Dettagli | Mosca        | Ivan Youdin & Olga Sbitneva          | Jacek Tarczylo & Anna Miadzialec       | Vitezslav Horák & Sandra Chudomská     |
| 2013 Dettagli | Winterthur   | Jacek Tarczylo & Anna Miadzialec     | Ivan Youdin & Olga Sbitneva            | Steinar Berg & Anne Ragnhild Olstad    |
| 2014 Dettagli | Zielona Góra | Jacek Tarczylo & Anna Miadzialec     | Ivan Youdin & Olga Sbitneva            | Ropraz Fabien & Ioudina Ioulia         |

## Medagliere Storico
Il seguente medagliere è aggiornato alla XXXIV edizione (Winterthur 2013).
| Posizione | Paese       | Oro | Argento | Bronzo | Totale |
| --------- | ----------- | --- | ------- | ------ | ------ |
| 1         | Germania    | 12  | 13      | 12     | 37     |
| 2         | Russia      | 5   | 7       | 2      | 14     |
| 3         | Rep. Ceca   | 5   | 0       | 4      | 9      |
| 4         | Italia      | 4   | 2       | 1      | 7      |
| 5         | Francia     | 3   | 6       | 3      | 12     |
| 6         | Polonia     | 3   | 1       | 1      | 5      |
| 7         | Paesi Bassi | 2   | 0       | 0      | 2      |
| 8         | Svizzera    | 1   | 5       | 7      | 13     |
| 9         | Spagna      | 1   | 2       | 3      | 6      |
| 10        | Danimarca   | 0   | 0       | 1      | 1      |
| 11        | Norvegia    | 0   | 0       | 1      | 1      |
| Totale    | Totale      | 34  | 34      | 34     | 102    |